# Мережин, Абрам Наумович
Абрам Наумович Мережин (также Авру́м Мере́жин, первоначальные имя и фамилия — Аврум-Мойше Грубштейн; 1 февраля 1880 года — 27 февраля 1937 года, Бутовский полигон) — еврейский политический деятель и публицист, также известен как сионист и гебраист.
Получил традиционное еврейское религиозное образование, В начале 1900-х годов преподавал в Одессе в школах Общества распространения просвещения между евреями в России (ОПЕ), ввёл преподавание идиша в Одесском сиротском доме, был одним из создателей детского издательства «Блимелех» (Цветочки), выпускавшего книги на идиш, сотрудничал в одесской русской газете.
После Февральской революции порвал с сионистами, вступил в Бунд, был его представителем в еврейской общине и городском совете Одессы, печатался в бундовских газетах, был одним из инициаторов создания Комбунда. В годы Гражданской войны — на подпольной работе в Житомире и других городах Украины, после её окончания переехал в Москву, где стал одним из руководителей Центрального Бюро Евсекции при ЦК РКП(б), затем — одним из руководителей ОЗЕТа, секретарём Комиссии по земельному устройству трудящихся евреев (КомЗЕТ). В конце 1920-х — начале 1930-х годов активно выступал в поддержку проекта создания дальневосточной еврейской автономии, печатался в газете «Коммунистише фон», журнале «Юнгвалд», один из редакторов газеты «Дер эмес».
В начале февраля 1937 года Мережин был арестован и расстрелян 27 февраля 1937 года на полигоне Бутово, Московской области. Именем Мережина в 1920—1930-х годах назван ряд еврейских поселений в Крыму и в еврейских национальных районах Украины.

## Опубликованные работы
- А. Мережин. Бунд и сионизм. — Одесса: Одесский комитет Бунда, 1917. — 46 с.
- А. Мережин. Вопросы земельного устройства трудящихся евреев. — М.: Комзет, 1927. — 49 с. — 5000 экз.
- А. Мережин. О заселении Биро-Биджанского района трудящимися евреями. — М.: Комзет, 1927. — 90 с.
- А. Мережин. Что такое Биро-Биджан. — М.: ЦП ОЗЕТ, 1929. — 95 с. — 5000 экз.